# 1994年ブラジルグランプリ
1994年ブラジルグランプリ（葡語：1994 Grande Prêmio do Brasil）は、1994年F1世界選手権の開幕戦として、1994年3月27日にアウトドローモ・ホセ・カルロス・パーチェで開催された。

## 概要
ブラジルGPがシーズン開幕戦となるのは1989年以来。当時はリオデジャネイロのジャカレパグアで開催されており、サンパウロのインテルラゴスでの開幕戦は1976年以来となった。
レギュレーション変更により、1983年以来11年ぶりにレース中の給油作業が解禁された。ピットクルーは耐火服を身につけ、国際自動車連盟 (FIA) 指定の標準給油装置を用いて給油作業を行うことになる。

## 予選
ウィリアムズへの移籍初戦となるアイルトン・セナが、フリー走行・予選全セッションでトップタイムを記録し、母国グランプリでは6回目のポールポジションを獲得。新型フォードZETEC-Rエンジンを得たベネトンのミハエル・シューマッハのみがセナのタイムに接近し、開幕戦から2強対決の構図となった。
デビュー戦となるハインツ＝ハラルド・フレンツェンはいきなり予選5位を獲得。6位のジャンニ・モルビデリは1年間のブランクを経ての復帰。レギュラーのJ.J.レートが負傷したため急遽デビューとなったヨス・フェルスタッペンが9位。10位の片山右京はF1参戦3年目で初めて予選トップ10入りした。

### 予選結果
| 順位 | No | ドライバー                       | チーム                 | タイム   | 差     |
| ---- | -- | -------------------------------- | ---------------------- | -------- | ------ |
| 1    | 2  | アイルトン・セナ                 | ウィリアムズ・ルノー   | 1'15.962 | —      |
| 2    | 5  | ミハエル・シューマッハ           | ベネトン・フォード     | 1'16.290 | +0.328 |
| 3    | 27 | ジャン・アレジ                   | フェラーリ             | 1'17.385 | +1.423 |
| 4    | 0  | デイモン・ヒル                   | ウィリアムズ・ルノー   | 1'17.554 | +1.592 |
| 5    | 30 | ハインツ＝ハラルド・フレンツェン | ザウバー・メルセデス   | 1'17.806 | +1.844 |
| 6    | 10 | ジャンニ・モルビデリ             | フットワーク・フォード | 1'17.866 | +1.904 |
| 7    | 29 | カール・ヴェンドリンガー         | ザウバー・メルセデス   | 1'17.927 | +1.965 |
| 8    | 7  | ミカ・ハッキネン                 | マクラーレン・プジョー | 1'18.122 | +2.160 |
| 9    | 6  | ヨス・フェルスタッペン           | ベネトン・フォード     | 1'18.183 | +2.221 |
| 10   | 3  | 片山右京                         | ティレル・ヤマハ       | 1'18.194 | +2.232 |
| 11   | 9  | クリスチャン・フィッティパルディ | フットワーク・フォード | 1'18.204 | +2.242 |
| 12   | 4  | マーク・ブランデル               | ティレル・ヤマハ       | 1'18.246 | +2.284 |
| 13   | 20 | エリック・コマス                 | ラルース・フォード     | 1'18.321 | +2.359 |
| 14   | 14 | ルーベンス・バリチェロ           | ジョーダン・ハート     | 1'18.414 | +2.452 |
| 15   | 23 | ピエルルイジ・マルティニ         | ミナルディ・フォード   | 1'18.659 | +2.697 |
| 16   | 15 | エディ・アーバイン               | ジョーダン・ハート     | 1'18.751 | +2.789 |
| 17   | 28 | ゲルハルト・ベルガー             | フェラーリ             | 1'18.855 | +2.893 |
| 18   | 8  | マーティン・ブランドル           | マクラーレン・プジョー | 1'18.864 | +2.902 |
| 19   | 26 | オリビエ・パニス                 | リジェ・ルノー         | 1'19.304 | +3.342 |
| 20   | 25 | エリック・ベルナール             | リジェ・ルノー         | 1'19.396 | +3.434 |
| 21   | 12 | ジョニー・ハーバート             | ロータス・無限ホンダ   | 1'19.483 | +3.521 |
| 22   | 24 | ミケーレ・アルボレート           | ミナルディ・フォード   | 1'19.517 | +3.555 |
| 23   | 19 | オリビエ・ベレッタ               | ラルース・フォード     | 1'19.524 | +3.562 |
| 24   | 11 | ペドロ・ラミー                   | ロータス・無限ホンダ   | 1'19.975 | +4.013 |
| 25   | 34 | ベルトラン・ガショー             | パシフィック・イルモア | 1'20.729 | +4.767 |
| 26   | 31 | デビッド・ブラバム               | シムテック・フォード   | 1'21.186 | +5.224 |
| DNQ  | 32 | ローランド・ラッツェンバーガー   | シムテック・フォード   | 1'22.707 | +6.745 |
| DNQ  | 33 | ポール・ベルモンド               | パシフィック・イルモア | No Time  | —      |

- DNQ=予選不通過

## 決勝
スタート後の1コーナーではジャン・アレジがミハエル・シューマッハをかわして2位に浮上。2周目の同じ場所でシューマッハが抜き返すが、先頭のアイルトン・セナから4秒差をつけられた。セナ得意の先行逃げ切りパターンになるかと思われたが、シューマッハはじりじりとセナの背後に迫り、この2台がアレジ以下を引き離していった。
トップ2台は1秒以内の接近戦のまま、21周目終わりに同時ピットイン。タイヤ交換と給油作業を終えてコースに復帰したときにはシューマッハ-セナの順に逆転していた。前方が開けたシューマッハは、2位セナとの差を拡げていく。
34周目、裏ストレートエンドで中団グループ4台が絡むマルチクラッシュが発生した。エディ・アーバイン（8位）をイン側から抜こうとしたヨス・フェルスタッペン（9位）に対して、前方にいたエリック・ベルナール（1周遅れ）を追い抜こうとしたアーバインが幅寄せする形になり、芝生に押し出されたフェルスタッペンがコントロールを失ってコースを横断。アーバインとベルナールを巻き込み、さらに前方にいたマーティン・ブランドル（7位）のマシンに乗り上げ、ブランドルの頭上で一回転した。この際、フェルスタッペンのマシンのタイヤがブランドルのヘルメットに接触したが、幸い怪我はなかった。アーバインはこの事故の原因を作ったとみなされ、FIAから1戦出場停止（のちに3戦に延長）と1万ドルの罰金処分を受けた。
44周目、トップから7.8秒差のセナが2回目のピットイン。次の周にはシューマッハもピットインし、ベネトンクルーはウィリアムズよりも1秒速い作業時間でコースへ送り出す。両者の差は9秒台まで拡がった。
その後、セナはペースを上げて差を5秒まで取り返したが、56周目、ホームストレートの登り坂へ続く第12(Juncao)コーナーの立ち上がりでリアが滑り単独スピンし、マシンを止めた。レース後のインタビューでは、ハードに攻めた末のドライビングミスだったことを認めた。
シューマッハは2位以下を周回遅れにしてF1通算3勝目を達成。2位のヒルは1回ストップで3位アレジの前に出た。4位は地元出身のルーベンス・バリチェロ。片山は最初のピットインでタイヤ交換に手間取り13位まで後退したが、しぶとく入賞圏内まで順位を上げ、残り3周でエンジンのパワーダウンに苦しむヴェンドリンガーをかわし、5位フィニッシュでF1初ポイントを獲得した。

### 決勝結果
| 順位 | No | ドライバー                       | チーム                 | 周回 | タイム/リタイア | グリッド | ポイント |
| ---- | -- | -------------------------------- | ---------------------- | ---- | --------------- | -------- | -------- |
| 1    | 5  | ミハエル・シューマッハ           | ベネトン・フォード     | 71   | 1:35'38.759     | 2        | 10       |
| 2    | 0  | デイモン・ヒル                   | ウィリアムズ・ルノー   | 70   | +1 Lap          | 4        | 6        |
| 3    | 27 | ジャン・アレジ                   | フェラーリ             | 70   | +1 Lap          | 3        | 4        |
| 4    | 14 | ルーベンス・バリチェロ           | ジョーダン・ハート     | 70   | +1 Lap          | 14       | 3        |
| 5    | 3  | 片山右京                         | ティレル・ヤマハ       | 69   | +2 Laps         | 10       | 2        |
| 6    | 29 | カール・ヴェンドリンガー         | ザウバー・メルセデス   | 69   | +2 Laps         | 7        | 1        |
| 7    | 12 | ジョニー・ハーバート             | ロータス・無限ホンダ   | 69   | +2 Laps         | 21       |          |
| 8    | 23 | ピエルルイジ・マルティニ         | ミナルディ・フォード   | 69   | +2 Laps         | 15       |          |
| 9    | 20 | エリック・コマス                 | ラルース・フォード     | 68   | +3 Laps         | 13       |          |
| 10   | 11 | ペドロ・ラミー                   | ロータス・無限ホンダ   | 68   | +3 Laps         | 24       |          |
| 11   | 26 | オリビエ・パニス                 | リジェ・ルノー         | 68   | +3 Laps         | 19       |          |
| 12   | 31 | デビッド・ブラバム               | シムテック・フォード   | 67   | +4 Laps         | 26       |          |
| Ret  | 2  | アイルトン・セナ                 | ウィリアムズ・ルノー   | 55   | スピン          | 1        |          |
| Ret  | 8  | マーティン・ブランドル           | マクラーレン・プジョー | 34   | 接触            | 18       |          |
| Ret  | 15 | エディ・アーバイン               | ジョーダン・ハート     | 34   | 接触            | 16       |          |
| Ret  | 6  | ヨス・フェルスタッペン           | ベネトン・フォード     | 34   | 接触            | 9        |          |
| Ret  | 25 | エリック・ベルナール             | リジェ・ルノー         | 33   | 接触            | 20       |          |
| Ret  | 4  | マーク・ブランデル               | ティレル・ヤマハ       | 21   | スピン          | 12       |          |
| Ret  | 9  | クリスチャン・フィッティパルディ | フットワーク・フォード | 21   | ギアボックス    | 11       |          |
| Ret  | 30 | ハインツ＝ハラルド・フレンツェン | ザウバー・メルセデス   | 15   | スピン          | 5        |          |
| Ret  | 7  | ミカ・ハッキネン                 | マクラーレン・プジョー | 13   | エンジン        | 8        |          |
| Ret  | 24 | ミケーレ・アルボレート           | ミナルディ・フォード   | 7    | エンジン        | 22       |          |
| Ret  | 10 | ジャンニ・モルビデリ             | フットワーク・フォード | 5    | ギアボックス    | 6        |          |
| Ret  | 28 | ゲルハルト・ベルガー             | フェラーリ             | 5    | エンジン        | 17       |          |
| Ret  | 19 | オリビエ・ベレッタ               | ラルース・フォード     | 2    | 接触            | 23       |          |
| Ret  | 34 | ベルトラン・ガショー             | パシフィック・イルモア | 1    | 接触            | 25       |          |

- ファステストラップ：ミハエル・シューマッハ 1'18.455 (Lap 7)
- ラップリーダー：アイルトン・セナ (LAP 1 - 21)、ミハエル・シューマッハ (LAP 22 - 71)

## ランキング
| 順位 | ドライバー             | ポイント |
| ---- | ---------------------- | -------- |
| 1    | ミハエル・シューマッハ | 10       |
| 2    | デイモン・ヒル         | 6        |
| 3    | ジャン・アレジ         | 4        |
| 4    | ルーベンス・バリチェロ | 3        |
| 5    | 片山右京               | 2        |

| 順位 | コンストラクター    | ポイント |
| ---- | ------------------- | -------- |
| 1    | ベネトン-フォード   | 10       |
| 2    | ウィリアムズ-ルノー | 6        |
| 3    | フェラーリ          | 4        |
| 4    | ジョーダン-ハート   | 3        |
| 5    | ティレル-ヤマハ     | 2        |

- ランキング上位5者まで記載